# Tommy Snider
Thomas Joseph Snider (* 24. März 1984 in Tacoma, Washington, USA) ist ein US-amerikanischer Schauspieler und der Bruder von Robert Kaelin und Jennifer Snider.

## Leben
Er schrieb u. a. zusammen mit seinem Bruder Robert Kaelin und seiner Schwester Jennifer Snider Satire in The Tommy Show.

## Filmografie
- 1999: 10 Dinge, die ich an Dir hasse (10 Things I Hate About You)
- 2002: Highway
- 2004–2006: Cartoon Cartoon Fridays (Fernsehserie, 13 Folgen)
- 2005: Gary: Under Crisis (Fernsehfilm)
- 2005: Popstar – Aller Aufstieg ist schwer...
- 2006: Re-Animated
- 2006: Without a Trace – Spurlos verschwunden (Without a Trace, Fernsehserie, Folge 5x11 Falsches Spiel)
- 2011: Grey’s Anatomy (Fernsehserie, Folge 7x12 Vergebung)
- 2011: Rules of Engagement (Fernsehserie, zwei Folgen)
- 2011: Getting That Girl
- 2012: A Big Love Story
- 2014: Liebe geht durch den Magen (Feast)
- 2014: Dumm und Dümmehr (Dumb and Dumber To)